# Бела Стена (Рашка)
Бела Стена је насеље у Србији у општини Рашка у Рашком округу. Према попису из 2022. било је 544 становника.

## Демографија
У насељу Бела Стена живи 414 пунолетних становника, а просечна старост становништва износи 46,4 година (44,7 код мушкараца и 47,9 код жена). У насељу има 194 домаћинства, а просечан број чланова по домаћинству је 2,53.
Ово насеље је великим делом насељено Србима (према попису из 2002. године), а у последња три пописа, примећен је пад у броју становника.
|  |

| Демографија | Демографија | Демографија |
| Година      | Становника  | Становника  |
| ----------- | ----------- | ----------- |
| 1948.       | 915         |             |
| 1953.       | 652         |             |
| 1961.       | 745         |             |
| 1971.       | 681         |             |
| 1981.       | 646         |             |
| 1991.       | 597         | 589         |
| 2002.       | 491         | 504         |

| Етнички састав према попису из 2002.‍ | Етнички састав према попису из 2002.‍ | Етнички састав према попису из 2002.‍ | Етнички састав према попису из 2002.‍ | Етнички састав према попису из 2002.‍ |
| ------------------------------------ | ------------------------------------ | ------------------------------------ | ------------------------------------ | ------------------------------------ |
|                                      |                                      |                                      |                                      |                                      |
| Срби                                 | Срби                                 |                                      | 484                                  | 98,57%                               |
| Црногорци                            | Црногорци                            |                                      | 2                                    | 0,40%                                |
| Немци                                | Немци                                |                                      | 1                                    | 0,20%                                |
| Муслимани                            | Муслимани                            |                                      | 1                                    | 0,20%                                |
| Бугари                               | Бугари                               |                                      | 1                                    | 0,20%                                |
| Југословени                          | Југословени                          |                                      | 1                                    | 0,20%                                |
| непознато                            | непознато                            |                                      | 1                                    | 0,20%                                |

| Година пописа     | 1948. | 1953. | 1961. | 1971. | 1981. | 1991. | 2002. |
| ----------------- | ----- | ----- | ----- | ----- | ----- | ----- | ----- |
| Број домаћинстава | 157   | 111   | 140   | 160   | 189   | 192   | 194   |

| Број чланова      | 1  | 2  | 3  | 4  | 5  | 6 | 7 | 8 | 9 | 10 и више | Просек |
| ----------------- | -- | -- | -- | -- | -- | - | - | - | - | --------- | ------ |
| Број домаћинстава | 45 | 70 | 26 | 39 | 12 | 2 | 0 | 0 | 0 | 0         | 2,53   |

| Пол    | Укупно | Неожењен/Неудата | Ожењен/Удата | Удовац/Удовица | Разведен/Разведена | Непознато |
| ------ | ------ | ---------------- | ------------ | -------------- | ------------------ | --------- |
| Мушки  | 201    | 46               | 144          | 8              | 3                  | 0         |
| Женски | 228    | 30               | 147          | 49             | 2                  | 0         |
| УКУПНО | 429    | 76               | 291          | 57             | 5                  | 0         |

| Пол    | Укупно                    | Пољопривреда, лов и шумарство | Рибарство                            | Вађење руде и камена | Прерађивачка индустрија       |
| ------ | ------------------------- | ----------------------------- | ------------------------------------ | -------------------- | ----------------------------- |
| Мушки  | 79                        | 5                             | 0                                    | 12                   | 34                            |
| Женски | 51                        | 6                             | 0                                    | 2                    | 17                            |
| УКУПНО | 130                       | 11                            | 0                                    | 14                   | 51                            |
| Пол    | Производња и снабдевање   | Грађевинарство                | Трговина                             | Хотели и ресторани   | Саобраћај, складиштење и везе |
| Мушки  | 1                         | 1                             | 8                                    | 0                    | 5                             |
| Женски | 0                         | 0                             | 5                                    | 3                    | 0                             |
| УКУПНО | 1                         | 1                             | 13                                   | 3                    | 5                             |
| Пол    | Финансијско посредовање   | Некретнине                    | Државна управа и одбрана             | Образовање           | Здравствени и социјални рад   |
| Мушки  | 0                         | 2                             | 2                                    | 2                    | 4                             |
| Женски | 0                         | 3                             | 1                                    | 6                    | 5                             |
| УКУПНО | 0                         | 5                             | 3                                    | 8                    | 9                             |
| Пол    | Остале услужне активности | Приватна домаћинства          | Екстериторијалне организације и тела | Непознато            | Непознато                     |
| Мушки  | 1                         | 0                             | 0                                    | 2                    | 2                             |
| Женски | 2                         | 1                             | 0                                    | 0                    | 0                             |
| УКУПНО | 3                         | 1                             | 0                                    | 2                    | 2                             |